# Magyar Ifjúsági Konferencia
A Magyar Ifjúsági Konferencia Egyesület (MIK) a magyarországi és a határon túli magyar fiatalok legmagasabb szintű egyeztető fóruma, amely a Magyar Kormány kezdeményezésére Budapesten, 1999. november 27-én széleskörű magyarországi és határon túli magyar szervezeti részvétellel lett életre hívva.

## Működése
A MIK stratégiai célja a magyar ifjúság bevonása az össznemzeti ifjúságpolitika alakításába. Ennek révén elősegíthető a Magyarország határain túl élő magyar ifjúsági közösségek magyarországi erkölcsi, anyagi, szakmapolitikai és diplomáciai támogatása is. További célkitűzésként szerepel a hazai és külhoni ifjúsági szervezetek közötti párbeszéd, és szakmai fejlesztő találkozások koordinálása, határokon átnyúló programok és rendezvények elősegítése. A közös munka célja, hogy minél több magyar fiatal számára nyíljon lehetőség a szervezetek által megvalósuló programokon, rendezvényeken való részvételre. A MIK a kölcsönös kapcsolatápolást, valamint anyanyelvünk és hagyományaink megőrzése mellett a szülőföldön maradást is szolgálni hivatott. A MIK intézményesített hálózatos együttműködésként indult, 2016. május 4-én pedig önálló jogi személyiséggé vált.

### Működési keretei
A MIK régiókra bontott szervezeti felépítését a Kárpát medence és azon túl élő magyarlakta területek határozzák meg. Régiói: Bánát és Regát, Burgenland, Erdély, Felvidék, Horvátország, Kárpátalja, Magyarország, Muravidék, Nyugati diaszpóra és Vajdaság.  A MIK működése során tiszteletben tartja a régiók autonómiájának elvét.
A MIK évente két rendes konferenciaülést (közgyűlés) és négy Állandó Bizottsági ülést (elnökség) tart. Az őszi konferenciaüléseit mindig Magyarországon, tavaszi konferenciaüléseit a Kárpát-medence valamely más régiójában tartja. A legfontosabb döntéseit konferenciaülésein elfogadott Zárónyilatkozatai Archiválva 2019. szeptember 2-i dátummal a Wayback Machine-ben foglalják magukban. Két konferenciaülés közötti időszakban a legfőbb döntéshozó szerve az Állandó Bizottság, amelynek tizenegy rendes tagja van (a tíz régió elnök, valamint a MIK Egyesület elnöke).

### Régiók
A MIK régiói: Bánság és Regát, Burgenland, Erdély, Felvidék, Horvátország, Kárpátalja, Magyarország, Muravidék, Nyugati diaszpóra és Vajdaság. A MIK-ben a magyarországi, határon túli és a diaszpóra magyar ifjúsági szervezeteinek öt típusa jelenik meg: a diákszervezetek, a korosztályos-ifjúsági szervezetek, a cserkészszervezetek, a történelmi egyházak ifjúsági szervezetei, valamint a politikai pártok ifjúsági szervezetei. 
A közös munka alapja azon felismerés, hogy a felelős magyar fiatalok és szervezeteik azonos alapértékek mentén dolgoznak, függetlenül attól, hogy melyik régióban fejtik ki tevékenységüket. Ezen értékek: a magyar nemzethez való tartozás tudata, a szülőföldön való megmaradás, hagyományok megtartása és ápolása, a közösségek értékteremtő munkája, a tudás, a képzettség tisztelete, valamint a szabadidő értékes és hasznos eltöltése. 
A MIK működése során tiszteletben tartja a régiók autonómiájának elvét, és képviseleti tevékenysége során érvényesíti tagjainak együttesen meghatározott értékeit és érdekeit.

### Vezetése
A szervezet elnöke Veres Márton (Magyarország), alelnöke Fancsali Barna (Erdély). 
Az Állandó Bizottságban az adott régiókat a következő tagok képviselik: 
bánsági és regáti régió:  Andacs Zsolt Levente
burgenlandi régió:  Somogyi Attila
horvátországi régió: Hordósi Dániel
erdélyi régió:  Fancsali Barna
felvidéki régió:  
kárpátaljai régió:  Kosztur András
magyarországi régió: Nemes László
muravidéki régió: Varga Teodor
nyugati régió:  
vajdasági régió:  Sóti Attila

### Korábbi elnökök
Kucsera Tamás Gergely (1999–2002)
Barthel-Rúzsa Zsolt (2002–2004)
Varga Diósi Viola (2004–2008)
Szórád Gábor (2008–2010, 2014–2018)
Saláta Zoltán (2010–2012)
Gulyás Tibor (2012–2014)

## Alapító nyilatkozat
Mi, alulírottak – a magyarországi és a határon túli magyar fiatalok és szervezeteik képviselői – a mai napon Budapesten létrehozzuk a Magyar Ifjúsági Konferenciát. Elhatározásunk szerint a Magyar Ifjúsági Konferencia a magyarországi és a határon túli magyar fiatalok és szervezeteik fóruma, ahol képviselőik együtt gondolkodnak, megismerik és megvitatják terveiket, gondjaikat és együttműködve valósítják meg közös elképzeléseiket.
Közös munkánk alapja azon felismerés, hogy a felelős magyar fiatalok és szervezeteik azonos alapértékek mentén dolgoznak, függetlenül attól, hogy melyik régióban fejtik ki tevékenységüket. Ezen értékek: a magyar nemzethez való tartozásunk tudata, a szülőföldön való megmaradás, hagyományaink megtartása és ápolása, a közösségek értékteremtő munkája, a tudás, a képzettség tisztelete valamint a szabadidő értékes és hasznos eltöltése.
Közös munkánk célja, hogy minél több magyar fiatal számára nyíljon lehetőség határokon átnyúló programokon, rendezvényeken való részvételre, elősegítvén a magyar ifjúság testi, szellemi, erkölcsi fejlődését. Célunk, hogy egyre többen érezhessük át az összetartozás élményét, tapasztalhassuk meg a közös munka örömét, lássuk annak gyümölcseit.
Mi, a Magyar Ifjúsági Konferencia létrehozói elhatározzuk, hogy munkánkat végzendő évente legalább kétszer, ősszel és tavasszal, a Kárpát-medence különböző pontjain találkozunk közös ügyeink megbeszélése végett.
A Magyar Ifjúsági Konferencia alapítói együtt gondolkodásra és együtt munkálkodásra szólítanak mindenkit, aki felelősséget érez a magyar fiatalság jövőjéért.
Budapest, 1999. november 27.

## Tagszervezetek régiók szerint

### Bánság és Regát
Országos Magyar Diákszövetség

### Burgenland
Burgenlandi Magyarok Népfőiskolája

### Erdély
Centrum Studiorum Egyesület
Erdélyi Ifjúsági Keresztyén Egyesület
Erdélyi Magyar Ifjak
Magyar Ifjúsági Értekezlet
Magyar Ifjúsági Szervezetek Szövetsége
Magyar Ifjúsági Tanács
Minta Ifjúsági Szervezet
Országos Dávid Ferenc Ifjúsági Egylet
Országos Magyar Diákszövetség
Romániai Magyar Cserkészszövetség

### Felvidék
Diákhálózat
Fiatal Reformátusok Szövetsége
Komáromi Selye János Egyetem Hallgatói Önkormányzata
Szlovákiai Magyar Cserkészszövetség
Via Nova Ifjúsági Csoport

### Horvátország
Horvátországi Magyarok Demokratikus Közössége

### Kárpátalja
Görögkatolikus Ifjúsági Szervezet
Kárpátaljai Fiatal Magyar Vállalkozók Szövetsége
Kárpátaljai Katolikus Szent Márton Egyesület
Kárpátaljai Magyar Cserkészszövetség
Kárpátaljai Magyar Diákok és Fiatal Kutatók Szövetsége
Kárpátaljai Magyar Kulturális Szövetség Ifjúsági Szervezete
Kárpátaljai Református Ifjúsági Szervezet
Momentum Doctorandus
II. Rákóczi Ferenc Kárpátaljai Magyar Főiskola Hallgatói Önkormányzata

### Magyarország
Doktoranduszok Országos Egyesülete
Független Ifjúsági Szervezet
Doktoranduszok Országos Szövetsége
Fidelitas – Az új nemzedék
Hallgatói Önkormányzatok Országos Konferenciája
Ifjúsági Kereszténydemokrata Szövetség
Magyar Önkéntes Liga Egyesület
Magyar Református Egyház
Societas – Baloldali Ifjúsági Mozgalom

### Muravidék
Kultúra Fejlődéséért Egyesület
Muravidéki Magyar Ifjúsági Szervezet

### Nyugati diaszpóra
Külföldi Magyar Cserkészszövetség

### Vajdaság
Vajdasági Ifjúsági Fórum
Vajdasági Magyar Cserkészszövetség
Vajdasági Magyar Diákszövetség
Vajdasági Magyar Ifjúsági Központ